# دلار نفتی
دلار نفتی یا پترودلار، (به انگلیسی: Petrodollar) میزان حجم معاملات نفتی بر پایه دلار، یا دلارهای نفتی) است. در حقیقت واژه پترودلار یا دلارهای نفتی، به معامله هرگونه منابع طبیعی مانند نفت خام، که با ارز دلار انجام گرفته باشد، گفته می‌شود. تا پیش از موافقت‌نامه‌های ۱۹۷۱ و ۱۹۷۳ نفت اوپک به‌طور انحصاری، با واحد پولی دلار آمریکا به‌فروش می‌رسید، که تقاضای دائمی برای دلار در بازار ارزهای بین‌المللی ایجاد می‌کرد، ولی از آن پس، اوپک از یورو، دلار، ین، روبل یا ارزهای دیگر نیز استفاده نمود.